# Instytut Statystyki Kościoła Katolickiego
Instytut Statystyki Kościoła Katolickiego SAC im. ks. Witolda Zdaniewicza, ISKK (ang. Institute for Catholic Church Statistics) – pierwszy w Polsce ośrodek badań nad religijnością. Samofinansująca się jednostka badawczo-rozwojowa kierowana przez pallotynów z siedzibą w Warszawie. Zajmuje się prowadzeniem badań statystycznych i socjologicznych nad religijnością oraz katolicyzmem. 
Instytut został założony w 1972 r. przez Stowarzyszenie Apostolstwa Katolickiego (łac. Societas Apostolatus Catholici, SAC) jako Zakład Socjologii Religii. W 1993 przekształcony w Instytut Statystyki Kościoła Katolickiego SAC, rozpoczął badania religijności w Polsce. Systematycznie publikuje wyniki badań dotyczących m.in. religijności Polaków, uczestnictwa w praktykach religijnych, liczebności oraz struktury duchowieństwa, ilości wiernych i parafii. Jest jednym z głównych źródeł wiedzy socjologicznej o Kościele w Polsce, na jego badania powołują się publikacje naukowe oraz media - zarówno świeckie jak i związane z Kościołem, a nawet krytyczne wobec niego. Instytut współpracuje z Sekretariatem Episkopatu Polski oraz Głównym Urzędem Statystycznym.
Założycielem ISKK był ks. prof. Witold Zdaniewicz. W Instytucie pracują głównie świeccy, współpracują z nim pracownicy naukowi Katolickiego Uniwersytetu Lubelskiego Jana Pawła II, UKSW i innych uczelni z całej Polski i zagranicy. W 2020 ISKK rozpoczął formalną współpracę z Center for Applied Research in Apostolate przy Georgetown University. Wchodzi w skład Ośrodka Zaawansowanych Badań Społecznych.